# Молодия
Молоди́я (укр. Молодія) — село в Чагорской сельской общине Черновицкого района Черновицкой области Украины.
Почтовый индекс — 60415. Телефонный код — 3734. Код КОАТУУ — 7321084801.

## География
Село расположено на правом берегу реки Дерелуй.

## История

### Молдавский период (1486—1775 гг.)
Первое официальное упоминание о селе датируется 1486 годом. В районе местности Козминул, господарь Молдавского княжества, воевода Штефан Великий, 26 октября 1486 года, разбил 80 тысячное войско польского короля Яна Ольбрахта и 3 апреля 1488 года издал дарственную грамоту монастырю Путна на населённый пункт Козминул. С этого времени, территория населённого пункта переходит в собственность монастыря Путна. Территория села Козминул охватывала современные сёла Молодия, Валя Кузьмина и Чагор, которые составляли одно село, что в 1782 году подтверждает игумен монастыря Путна.

### Австрийський период (1775—1918 гг.)
В 1775 году Буковина переходит под власть Австрийской империи. Началась иммиграция немцев на Буковину. Первые немецкие колонисты (швабы) прибыли в июне 1782 года с региона Банат, городов Майна и Мангайма; часть их, в количестве 1522 человека, поселилась в селе Молодия. Во время проживания швабов на территории села были построены католическая кирха, детский дом, млин.
В средине XIX века в Молодии построили школу, которая начала свою работу 20 ноября 1841 года.
21 августа 1883 года митрополит Буковины и Далмации Сильвестр (Андреевич-Морарь) заложил камень под строительство нового храма. В 1903 году было завершено сооружение церкви и колокольни, которую 1907 года освятил митрополит Буковины и Далмации Владимир (Репта) в честь Воздвижения Честного и Животворящого Креста Господня (престольный праздник — 27 сентября). Первым настоятелем церкви стал протопресвитер Евгений Жанковский. Сооружение на низком мурованном фундаменте, кирпичное. Стены храма — грани. В интерьере доминирует высотное раскрытие пространства. Иконостас — высокий, четырёхъярусный — академической работы начала XX века. Возле храму сооружена квадратная, в плане, двухъярусная колокольня.

### Румынский период (1918—1940 гг.)
1918 года Буковина перешла в состав Румынии.
До 8 октября 1930 года село Молодия, которое в период вхождения Буковины в состав Румынии называлось Плаюл Козминулуй, из рядом сел составляло одну комуну (населённый пункт). За переписью 1919 года отмечаются соседние сёла: Валя-Козмин, Кодру-Козмин, Кут-Баинск. Целый ряд документов свидетельствуют, что Валя-Козмин и Плаюл Козминулуй входили в одну комуну.
8 октября 1930 года от комуны Плаюл Козминулуй отделяется Кут-Баинск и превращается в отдельную комуну. 11 октября 1931 року от Плаюл Козминулуй отделяются Чагор, Коровія, Луковцы, Маморница.

### Советский период (1940—1991 гг.)
В июне 1940 года вся северная Буковина вошла в состав Советской Украины. В селе произошли изменения в национальном составе населения: немецкие колонисты (швабы) выехали из села в Германию 1940 года в количестве 1200 людей.
Из Молодии на фронт Великой Отечественной войны было мобилизировано около 60 людей, из которых 20 погибли.
В послевоенный период в селе начала стремительно развиваться инфраструктура: 1940 года была открыта больница, 1951 года было завершено строительство кирпичного завода и электростанции на речке Дереглуй, 1954 года был создан районный противотуберкулёзный диспансер, 1961 года открыт детский садик.
В 1970-х годах, благодаря содействию археологов, на территории села проводились раскопки. Во время раскопок были найдены останки трипольской культуры ІІІ тысячелетия до н. э.
В 1977 году павших воинов почтили мемориальным памятником.

### Современный период
В нынешние времена в Молодии происходит развитие сельськохозяйственных, экономических, туристическо-культурных сфер.
О немецкой диаспоре села Молодия и её истории было выпущено 5 книг, в частности самой известной есть книга, написаная Гудрун Виндиш «Molodia: Chronik eines Dorfes in der Bukowina».
2011 года в селе открыли новую школу, в которой обучаются более 490 учеников.
До 2020 года входило в Глыбокский район

## Население
- 1930 год — 3960 человек
- 1989 год — 3741 человек
- 2001 год — 3822 человек
- 2024 год[1] — 3997 человек

## Персоналии
В селе родились:
- Ойзебиус Мандычевский (1857—1929) — австрийский композитор и музыковед.
- Стефан Флореску (1934—2016) — молдавский живописец и график.
- Митрополи́т Влади́мир (род. 1959) — архиерей Украинской Православной Церкви, митрополит Почаевский, наместник Свято-Успенской Почаевской лавры.